# Escape from Television
Escape from Television (ang. Ucieczka od telewizji) – album Jana Hammera z 1987 roku, wydany nakładem MCA Records. Zamieszczono na nim utwory instrumentalne wykorzystane w serialu Policjanci z Miami (z wyjątkiem utworów „Forever Tonight” i „Before The Storm”). Album wydano na LP, a w 1999 roku wznowienie na CD z dodatkowym utworem (13).

## Lista utworów
1. „Crockett’s Theme” (3:32)
2. „Theresa” (3:07)
3. „Colombia” (2:39)
4. „Rum Cay” (3:05)
5. „The Trial And The Search” (4:55)
6. „Tubbs And Valerie” (3:33)
7. „Forever Tonight” (4:01)
8. „Last Flight” (3:31)
9. „Rico's Blues” (2:54)
10. „Before The Storm” (4:32)
11. „Night Talk” (2:45)
12. „Miami Vice Theme” (2:29)
13. „Forever Tonight (Extended CD Mix)” (6:08)